# 後藤高治
後藤 高治（ごとう たかはる）は、戦国時代から安土桃山時代にかけての武将。六角氏、織田氏の家臣。

## 生涯
六角氏の重臣・後藤賢豊（但馬守）の次男として誕生。
永禄6年（1563年）の観音寺騒動のもとを作った父・賢豊と長兄・壱岐守が主君・六角義治によって討たれたため、父らの仇として六角氏と敵対したが、永禄10年（1567年）に和睦して後藤氏の家督を相続した。その後は、六角氏式目に連署して六角氏の専制に歯止めをかけようとしたようだが、永禄11年（1568年）に織田信長が上洛を目指して侵攻してくると、六角氏のもとを離れて信長に臣従した。
永禄12年（1569年）8月の大河内城攻めに従軍。元亀元年（1570年）9月には比叡山攻囲陣（志賀の陣）にも参加した。天正元年（1573年）7月の槇島城の戦いにも名を連ねている。
天正4年（1576年）より信長の本拠が近江安土城に移ると、他の近江衆の1人と同じく旗本と形成した。
天正6年（1578年）8月15日、信長が安土で相撲大会を開くと、その奉行を務めた。天正9年（1581年）と翌年の1月15日の左義長の爆竹（さぎつちよう）にも他の近江衆と共に参加している。
天正10年（1582年）6月、本能寺の変が起きると信長を討った明智光秀に与して山崎の戦いに参加。明智氏の滅亡によって所領を追われた。
同じ近江衆で従兄弟にあたる蒲生氏郷に仕え、天正12年（1584年）、伊勢佐田城攻めに参加した後、「戸賀十兵衛尉」と名を改めた。天正14年（1586年）、氏郷に従って九州陣にも加わっている。
天正17年（1589年）、京にて病死。知行3,000石は子の千世寿が継いだという。